# Julia Jentsch
Julia Jentsch (Berlino, 20 febbraio 1978) è un'attrice tedesca.

## Biografia
Julia Jentsch nacque da una famiglia di avvocati a Berlino Ovest e iniziò i propri studi di recitazione nella capitale tedesca presso la Hochschule Ernst Busch, un'università di arte drammatica. Il suo primo ruolo di rilievo sul grande schermo è stato nel film del 2004 The Edukators, recitando accanto a Daniel Brühl.
Ha successivamente acquisito notorietà per la sua interpretazione nel film del 2005 La Rosa Bianca - Sophie Scholl, che è stato nominato all'Oscar al miglior film straniero. In un'intervista, ha affermato di considerare "un onore" il ruolo di Sophie Scholl che le era stato assegnato. Proprio per questo ruolo, l'attrice tedesca ha vinto un European Film Award come migliore attrice, un Deutscher Filmpreis come migliore attrice e, sempre per la migliore recitazione femminile, un Orso d'argento al Festival di Berlino.

## Filmografia

### Cinema
- Zornige Küsse, regia di Judith Kennel (1999)
- Julietta, regia di Christoph Stark (2001)
- Porto mio fratello a fare sesso (Mein Bruder, der Vampir), regia di Sven Taddicken (2001)
- The Edukators (Die fetten Jahre sind vorbei), regia di Hans Weingartner (2004)
- La caduta - Gli ultimi giorni di Hitler (Der Untergang), regia di Oliver Hirschbiegel (2004)
- Schneeland, regia di Hans W. Geissendörfer (2005)
- La Rosa Bianca - Sophie Scholl (Sophie Scholl - Die letzten Tage), regia di Marc Rothemund (2005)
- Ho servito il re d'Inghilterra (Obsluhoval jsem anglického krále), regia di Jiří Menzel (2006)
- 33 sceny z życia, regia di Małgorzata Szumowska (2008)
- Effi Briest, regia di Hermine Huntgeburth (2009)
- Tannöd, regia di Bettina Oberli (2009)
- Ecco a voi Lola! (Hier kommt Lola!), regia di Franziska Buch (2010)
- Hannah Arendt, regia di Margarethe von Trotta (2012)

### Televisione
- Tatort – serie TV, 1 episodio (2004)
- Il destino di un principe (Kronprinz Rudolf), regia di Robert Dornhelm – film TV (2006)
- All'improvviso... Gina (Frühstück mit einer Unbekannten), regia di Maria von Heland – film TV (2007)
- Die Auserwählten, regia di Christoph Röhl – film TV (2014)
- The Vanishing (Das Verschwinden) – miniserie TV, 4 episodi (2017)
- Pagan Peak – serie TV, 24 episodi (2019-2023)
- Ostfrieslandkrimis – serie TV, episodi 1x04-1x05-1x06 (2020-2022)

## Riconoscimenti

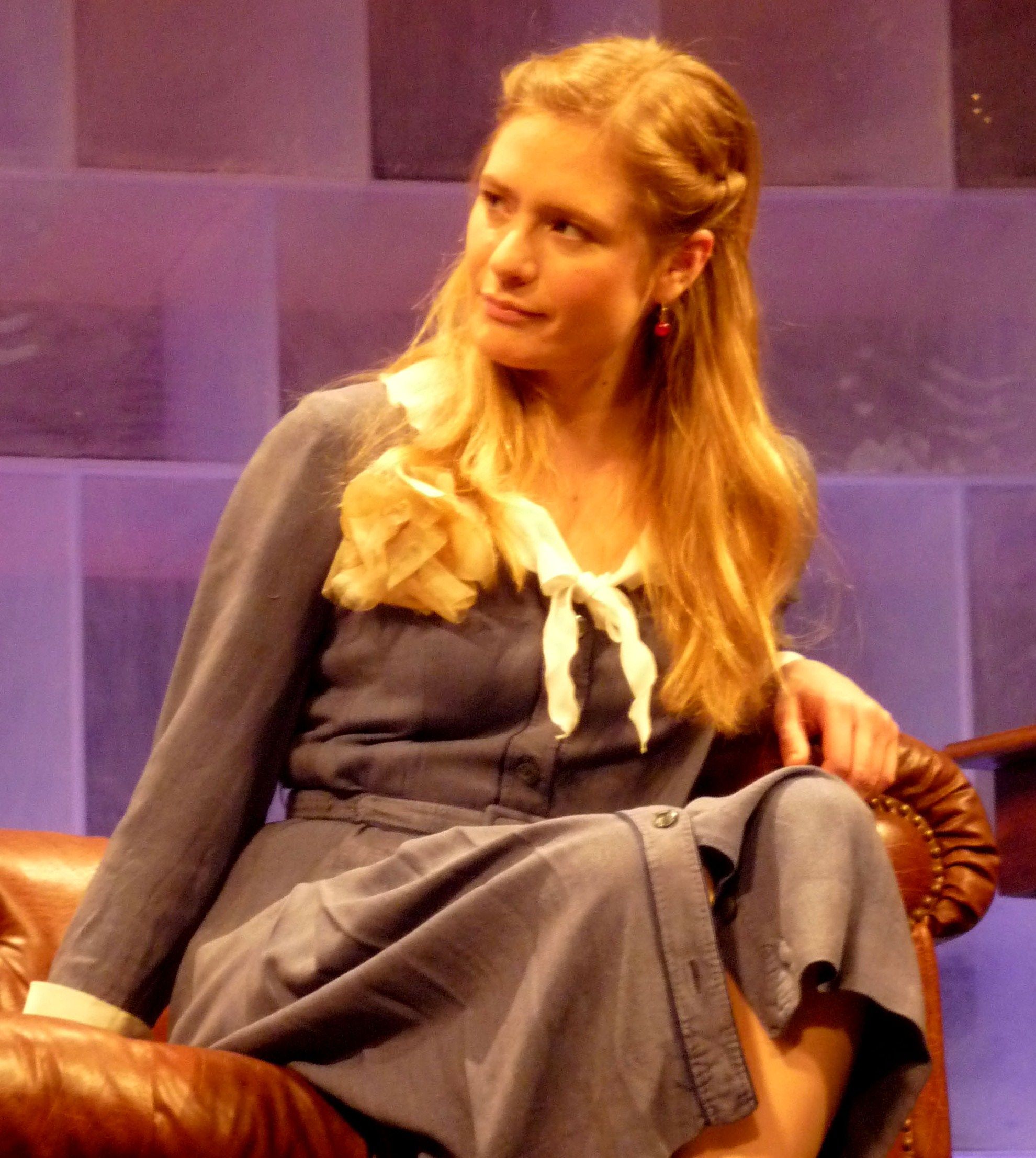
Julia Jentsch nel ruolo del maggiore Barbara, allo Schauspielhaus di Zurigo

- Festival internazionale del cinema di Berlino
2005 – Orso d'argento per la migliore attrice per La Rosa Bianca – Sophie Scholl
- European Film Awards
2005 – Miglior attrice per La Rosa Bianca – Sophie Scholl
2005 – Premio del pubblico per la miglior attrice per La Rosa Bianca – Sophie Scholl
- Deutscher Filmpreis
2005 – Miglior attrice protagonista per La Rosa Bianca – Sophie Scholl
2017 – Candidatura per la miglior attrice protagonista per 24 Weeks
- Deutscher Fernsehpreis
2018 – Migliore attrice per Das Verschwinden
- Leone Ceco
2007 – Candidatura per la miglior attrice per Ho servito il re d'Inghilterra
- Premio Jupiter
2006 – Miglior attrice tedesca per La Rosa Bianca – Sophie Scholl
2015 – Candidatura per la miglior attrice televisiva tedesca per Die Auserwählten
2017 – Candidatura per la miglior attrice tedesca per 24 Weeks
- German Film Critics Association Awards
2005 – Migliore attrice per The Edukators
2006 – Migliore attrice per La Rosa Bianca – Sophie Scholl
2017 – Candidatura per la migliore attrice per 24 Weeks
- Bavarian Film Awards
2005 – Miglior attrice esordiente per The Edukators
- Bavarian TV Awards
2018 – Miglior attrice in un film per la televisione per Das Verschwinden
- Sannio FilmFest
2006 – Golden Capital per la miglior attrice per La Rosa Bianca – Sophie Scholl
- New Faces Awards
2005 – Candidatura per la miglior attrice per La Rosa Bianca – Sophie Scholl e The Edukators
- Undine Awards
2005 – Candidatura per la miglior attrice esordiente per La Rosa Bianca – Sophie Scholl e Schneeland